# Деверо, Джордж
Джордж Деверо (Жорж Деверё, фр. George Devereux, урождённый Дьёрдь Добо, венг. Dobó György; 13 сентября 1908, Лугож, Австро-Венгрия, ныне Румыния — 28 мая 1985) — американо-французский этнолог и психоаналитик, родом из еврейской семьи из Баната. Один из пионеров этнопсихоанализа и этнопсихиатрии.

## Биография
Отец Деверё был венгероязычным евреем, по профессии юристом, мать была родом из Германии. В детстве у Дьёрдя были сложные отношения с матерью; позднее он писал о «неискренности взрослых», о «недостатке уважения к миру детей».
Уже в юности Дьёрдь Добо владел 4 языками: венгерским, румынским, немецким и французским.
После неудачной операции Дьёрдь был вынужден отказаться от карьеры пианиста. После самоубийства брата он отправился в Париж изучать химию и физику у Марии Кюри. Позднее в своих работах он нередко употреблял понятия, заимствованные из естественных наук. На некоторое время он переехал в Лейпциг, где работал практикантом в издательстве, после чего вновь вернулся в Париж. Он поступил в Национальный институт восточных языков и цивилизаций, где изучал малайский язык, стал учеником Марселя Маусса, подружился с Клаусом Манном и написал роман «Фауна буржуазного ада» («Le faune dans l’enfer bourgeois»), который остался неопубликованным.
В 1933 г. Добо обратился в католицизм и получил новое имя Жорж Деверё. Благодаря стипендии Фонда Рокфеллера он отправился в США, где занялся полевыми исследованиями в индейском племени мохаве. По его собственным воспоминаниям, поначалу его с недоверием приняли американские антропологи, которым ничего не говорили имена таких европейских авторитетов, как Марсель Мосс, Поль Риве и Люсьен Леви-Брюль. С другой стороны, пребывание среди мохаве Деверё считает самым счастливым периодом своей жизни. Поскольку мохаве уделяли большое внимание своим сновидениям, то, как писал Деверё, «они обратили меня во фрейдизм». Над докторской диссертацией Деверё работал под руководством А. Крёбера.
С 1943 года Деверё служил в армии США.
Пройдя анализ у Марка Шлумбергера и Роберта Йокля и психоаналитическое обучение в Клинике Менингера в 1952 году, он в 1953—1955 гг. работал в качестве психоаналитика с детьми и подростками. В 1956 году переехал в Нью-Йорк.
В книге «От озабоченности к методу в науках о поведении» (From anxiety to method in the behavioral sciences) Деверё предлагает переосмыслить вопрос о взаимоотношениях между наблюдателем и наблюдаемым. По мнению Деверё, классическое методологическое требование того, чтобы наблюдатель совершал наблюдения со строго объективной точки зрения, не только невозможно, но и непродуктивно — вместо этого наблюдатель должен поместить себя в центр процесса и помнить, что всё наблюдаемое им всегда подвергается воздействию его собственной деятельности по наблюдению.
По инициативе К. Леви-Стросса в 1963 году его пригласили преподавать в Парижскую практическую школу высшего образования, где он преподавал до 1981 года. В последние годы Деверё занимался греческой античностью и опубликовал книгу о греческой трагедии.

## В массовой культуре
- Его книга Reality and Dream: Psychotherapy of a Plains Indian (1951) легла в основу французского фильма Джимми Пикар (2013) режиссёра и сценариста Арно Деплешена с Бенисио Дель Торо и Матьё Амальриком в главных ролях. Фильм был номинирован на несколько наград, включая Золотую пальмовую ветвь и премию César.[9]

## Избранный список сочинений
Деверё опубликовал более 400 работ, в частности:
- Reality and dream: Psychotherapy of a Plains Indian, New York: International Univ. Press, 1951
- A study of abortion in primitive societies; a typological, distributional, and dynamic analysis of the prevention of birth in 400 preindustrial societies, New York, Julian Press 1955
- "From anxiety to method in the behavioral sciences, The Hague [etc..]: Mouton, 1967
- Ethnopsychoanalysis : psychoanalysis and anthropology as complementary frames of reference, Berkeley : University of California Press, 1978
- Basic problems of ethnopsychiatry , Chicago: University of Chicago Press, 1980
- Dreams in Greek Tragedy: An Ethno-Psycho-Analytical Study, University of California Press, 1975
- Mohave ethnopsychiatry and suicide : the psychiatric knowledge and the psychic disturbances of an Indian tribe, St. Clair Shores, Mich. : Scholarly Press, 1976
- Les Femmes et les psychotiques dans les sociétés traditionelles, (edited by Devereux), Paris 1981
- Baubo, la vulve mythique, Paris : J.-C. Godefroy, 1983
- Femme et Mythe, Paris : Flammarion, 1982
- The character of the Euripidean Hippolytos : an ethno-psychoanalytical study, Chico, Calif. : Scholars Press, 1985.
- Cléomène le roi fou. Etude d’histoire ethnopsychanalytique, Paris : Aubier Montaigne, 1998, ISBN 2-7007-2114-4